# Lijst van rivieren in Bosnië en Herzegovina
Dit is een lijst van rivieren in Bosnië en Herzegovina.

## Uitmondend in deZwarte Zee
- Glina (rechter zijrivier van Kupa, die in de Sava uitmondt)
  - Glinica (rechter zijrivier)
    - Bojna
    - Bužimica

  - Kladušnica (rechter zijrivier in Velika Kladuša)
- Korana (rechter zijrivier to Kupa, die in de Sava stroomt)
  - Mutnica (Korana) (rechter zijrivier)
- Sava (rechter zijrivier van de Donau in Belgrado, Servië)
  - Bosna (rechter zijrivier)
    - Babina rijeka (rechter zijrivier vlak bij Zenica)
    - Fojnička rijeka (linker zijrivier)
      - Lepenica (Fojnica) (linker zijrivier)
        - Bijela rijeka (rechter zijrivier vlak bij Kreševo)
        - Crna rijeka (Lepenica) (rechter zijrivier vlak bij Kreševo)
        - Kreševka (rechter zijrivier in Kreševo)

      - Željeznica (Fojnička) (rechter zijrivier)
        - Dragača (linker zijrivier in Fojnica)

    - Goruša (rechter zijrivier in Visoko)
    - Krivaja (rechter zijrivier in Zavidovići)
      - Stupčanica (bron van de Krivaja bij samenvloeiing met de Bioštica en rechter zijrivier in Olovo)
      - Bioštica (bron van de Krivaja bij samenvloeiing met de Stupčanica en linker zijrivier in Olovo)
        - Kaljina (rechter zijrivier)

      - Orlja (linker zijrivier)
      - Tribija (linker zijrivier)
        - Vijaka (linker zijrivier)

      - Duboštica (linker zijrivier)
      - Župeljeva (rechter zijrivier)
        - Mala Maoča (linker zijrivier)

      - Velika Maoča (rechter zijrivier)

    - Lašva (linker zijrivier)
      - Bila (linker zijrivier)
      - Grlovnica (rechter zijrivier)
      - Komašnica (rechter zijrivier vlak bij Travnik)
      - Kruščica (rechter zijrivier)

    - Ljubina (Bosna) (rechter zijrivier in Semizovac)
    - Miljacka (rechter zijrivier)
      - Mokranjska Miljacka
      - Paljanska Miljacka
        - Bistrica (Paljanska Miljacka) (linker zijrivier)

    - Misoča (rechter zijrivier)
      - Blaža (linker zijrivier)

    - Ribnica (rechter zijrivier vlak bij Kakanj)
      - Mala rijeka (Ribnica) (linker zijrivier vlak bij Kakanj)

    - Stavnja (linker zijrivier in Ilijaš)
      - Mala rijeka (Stavnja) (linker zijrivier)

    - Trstionica (rechter zijrivier vlak bij Kakanj)
      - Bukovica (Trstionica) (linker zijrivier vlak bij Kraljeva Sutjeska)

    - Usora (linker zijrivier zuidelijk van Doboj)
      - Mala Usora
      - Velika Usora

    - Željeznica (rechter zijrivier)
      - Crna rijeka
      - Kasindolska (rechter zijrivier)

  - Brka (rechter zijrivier in Brčko)
  - Dašnica (rechter zijrivier in Semberija)
  - Drina (rechter zijrivier)
    - Piva (bron (bij samenvloeiing met de Tara) en linker zijrivier)
    - Tara (bron (bij samenvloeiing met de Piva) en rechter zijrivier)
    - Ćehotina (rechter zijrivier)
    - Bistrica (Drina) (linker zijrivier)
      - Govza (rechter zijrivier)

    - Prača (linker zijrivier)
      - Rakitnica (Prača) (linker zijrivier)

    - Drinjača (linker zijrivier)
      - Jadar (rechter zijrivier)
        - Kravica (rechter zijrivier)

    - Janja (linker zijrivier in Semberija)
    - Janjina (rechter zijrivier)
    - Kolina (linker zijrivier)
    - Lim (rechter zijrivier)
    - Rzav (rechter zijrivier in Višegrad)
      - Beli Rzav
      - Crni Rzav

    - Sutjeska (linker zijrivier south from Foča)
      - Hrčavka (linker zijrivier)

  - Jablanica (rechter zijrivier vlak bij Bosanska Gradiška)
    - Bukovica (Jablanica) (rechter zijrivier)
    - Ljubina (Jablanica) (rechter zijrivier)

  - Jurkovica (rechter zijrivier vlak bij Bosanska Gradiška)
  - Lukavac (rechter zijrivier in Semberija)
  - Ljubija (linker zijrivier)
  - Ukrina (rechter zijrivier vlak bij Bosanski brod)
    - Ilova (rechter zijrivier)
    - Mala Ukrina
    - Velika Ukrina

  - Una (rechter zijrivier)
    - Srebrenica (rechter zijrivier)
    - Krka (rechter zijrivier)
    - Unac (rechter zijrivier)
    - Čava (rechter zijrivier)
    - Krušnica (rechter zijrivier in Bosanska Krupa)
    - Mlječanica (rechter zijrivier)
      - Knežica (linker zijrivier)

    - Sana (rechter zijrivier)
      - Blija (linker zijrivier in Sanski Most)
      - Dabar (linker zijrivier zuidelijk van Sanski Most)
      - Gomjenica (rechter zijrivier vlak bij Prijedor)
        - Bistrica (Gomjenica) (rechter zijrivier)
        - Krivaja (Gomjenica) (rechter zijrivier)

      - Japra (linker zijrivier vlak bij Bosanski Novi)
        - Japrica (linker zijrivier)

      - Kijevska rijeka (rechter zijrivier)
      - Kozica (rechter zijrivier)
        - Jovica (rechter zijrivier)

    - Strigova (rechter zijrivier)
      - Kriva rijeka (rechter zijrivier)
      - Mekinja (linker zijrivier)

  - Vrbas (rechter zijrivier)
    - Bistrica (Vrbas) (rechter zijrivier vlak bij Gornji Vakuf)
      - Mutnica (Bistrica) (linker zijrivier)

    - Bunta (linker zijrivier between Gornji Vakuf en Bugojno)
    - Crna rijeka (Vrbas) (linker zijrivier in Mrkonjić Grad)
    - Desna (linker zijrivier before Gornji Vakuf)
    - Dragočaj (linker zijrivier north of Banja Luka)
    - Duboka (linker zijrivier in Bugojno)
    - Pliva (rechter zijrivier in Jajce)
      - Janj (rechter zijrivier)
        - Kupreška rijeka (rechter zijrivier)

    - Ugar (rechter zijrivier neerwaartse stroming van Jajce)
      - Ilomska (rechter zijrivier neerwaartse stroom van Vitovlje), Travnik
        - Crna rijeka (linker zijrivier below Petrovo polje)
        - Mala Ilomska (rechter zijrivier below Petrovo Polje)
        - Manatovac (rechter zijrivier on Vlašić slopes)

      - Kobilja (rechter zijrivier below Imljani), neerwaartse stroom van de monding van de Ilomska
      - Pljačkovac (rechter zijrivier vlak bij Vitovlje), Travnik

    - Vrbanja (rechter zijrivier in Banja Luka)
      - Bobovica (rechter zijrivier in Kruševo Brdo)
      - Bosanka (rechter zijrivier in Vrbanjci)
      - Crkvenica (rechter zijrivier in Šiprage)
      - Cvrcka (linker zijrivier vlak bij Vrbanjci)
      - Čudnić (linker zijrivier in Kruševo Brdo)
      - Ćorkovac (linker zijrivier in Šiprage)
      - Demićka (linker zijrivier in Šiprage)
      - Duboka (linker zijrivier vlak bij Grabovica)
      - Grabovička rijeka (linker zijrivier in Grabovica), Kotor Varoš
      - Jakotina (linker zijrivier in Kotor Varoš)
      - Jezerka (rechter zijrivier vlak bij Vrbanjci)
      - Jošavka (rechter zijrivier in Čelinac)
      - Kruševica (rechter zijrivier in Obodnik)
      - Sadika (linker zijrivier neerwaartse stroom van de Šiprage)
      - Vigošća/Vigošta (rechter zijrivier in Obodnik)

    - Vrbaška (rechter zijrivier)
      - Crna rijeka (Vrbaška) (linker zijrivier)

## Uitmondend in deAdriatische Zee
- Neretva
  - Blučica (rechter zijrivier vlak bij het Jablanicameer)
  - Bregava (linker zijrivier vlak bij Stolac en Čapljina)
  - Buna (linker zijrivier vlak bij Buna)
    - Bunica (linker zijrivier)

  - Doljanka (rechter zijrivier in Jablanica)
  - Drežanka (rechter zijrivier)
  - Jezernica (rechter zijrivier)
  - Kraljuščica (rechter zijrivier)
  - Neretvica (rechter zijrivier vlak bij Konjic)

## Uitmondend in meren
- Mande, in Buško jezero

## Verdwijnende rivieren
- Bijela (westen van het Prenjgebergte)
- Plovuča (in het Livnoveld)
  - Bistrica (Livno) (in het Livnoveld)
  - Žabljak (in het Livnoveld)
- Drina (Duvnoveld) (in het Duvnoveld)
- Jaruga (in het Livnoveld)
- Jaruga (in het Glamočveld)
- Lištica (vlak bij Široki Brijeg)
- Milač (in het Kupresveld)
- Mrtvica (in het Kupresveld)
- Mušnica (in het Gatačkoveld)
- Vrljika (in het Imotskiveld)
  - Matica (linker zijrivier)